# Martin Wells Knapp
Martin Wells Knapp (1853-1901) est un évangéliste méthodiste américain qui est à l’origine de plusieurs institutions liées au mouvement de sanctification, dont il fut l’une des personnalités les plus radicales.

## Biographie

### Enfance
Martin Wells Knapp naquit le 27 mars 1853, à Albion dans le Michigan, dans une famille d’agriculteurs très pauvres. Son père, Jared Knapp, était en même temps un diacre méthodiste qui était venu de New York pour s’installer dans le Michigan en 1836. Sa famille avait alors habité dans une simple cabane de rondins. Jared Knapp était le fils de Samuel et Abigail Knapp, de Parma, Monroe County, New York. La mère de Martin, Octavia, également une chrétienne très convaincue, était la fille de Melzar et Eunice Wells, de Sullivan, Comté de Madison, New York. Martin avait un frère, L.J. Knapp qui devint avocat à Missoula, Montana. Il avait aussi deux demi-sœurs, Mme Letta J. Conner qui mourut en 1866 et Mme R. V. Buck, épouse d’Amos Buck, de Stevensville, Montana. La santé de Jared Knapp n’étant pas bonne, les deux fils Knapp furent astreints à de nombreux travaux à la ferme. 

### Formation et conversion
Bien que handicapé par une grande timidité et par le manque de moyens de ses parents, Martin Knapp put entrer au Collège méthodiste d’Albion à 17 ans, grâce aux cinquante dollars qu’avait rapporté à ses parents la vente d’un veau. Il continua bien entendu à travailler tous les étés dans la ferme familiale, tout en étudiant la nuit. 
Bien qu’il ait eu toujours un sentiment religieux par son éducation, il connut une expérience de conversion décisive l’âge de 19 ans, grâce à sa fiancée avec laquelle il correspondait abondamment, Lucy J. Glenn. L’influence et l’exemple de la mère de Lucy y furent apparemment pour quelque chose. Bientôt il reçut un appel à prêcher. À l’âge de 23 ans, il épousa Lucy.

### Ministère
Dès après son mariage, en 1877, il fut admis dans une carrière pastorale, la Conférence méthodiste du Michigan lui ayant attribué un "circuit". 
Il n’avait pas la voix de stentor qui caractérisait son père. Il était petit, malingre et timide (il mesurait 1,62 m et pesait 55 kilos) et la première impression qu’il laissait était presque toujours défavorable. Mais au cours de ce premier poste pastoral, il sut déployer suffisamment de qualités pour pouvoir au moins poursuivre sa carrière. 
Celle-ci connut un tournant lors de son deuxième poste, en novembre 1882. Il avait mené depuis longtemps une lutte indécise contre son penchant naturel à pécher. Au travers du ministère de William Taylor (en), le futur grand évêque missionnaire méthodiste, il accepta, pendant une réunion de Réveil dans l’une de ses paroisses, la "bénédiction" (ou sanctification complète) entrant ainsi de plain-pied dans le mouvement de sanctification.
En 1886, Knapp publia son premier livre, Christ couronné en nous (Christ Crowned Within), vendant apparemment un certain nombre de ses meubles pour arriver à le publier. 
En 1887, la Conférence méthodiste du Michigan lui permit de quitter son ministère afin qu’il puisse suivre sa nouvelle vocation d’évangéliste de la sanctification. L’année suivante, depuis la cuisine de sa mère, il lança un magazine God’s Revivalist, bien entendu entièrement destiné à la promotion de la sanctification.
Les années 1889-1890 furent difficiles pour Martin W. Knapp qui connut une série de problèmes de santé et d’argent. Le pire de tous se produisit le 5 septembre 1890 : son épouse Lucy décéda à l’issue d’une longue maladie, lui laissant deux jeunes enfants.
En 1892, Knapp se remaria avec Minnie C. Ferle et déménagea à Cincinnati. Dans la période qui suit, son biographe A. M. Hills le décrit comme “un petit paquet de nerfs, cerveau et cœur, vivant et brûlant pour Dieu et pour la sanctification.” Si l’on en juge d’après les fruits des neuf années qui suivent, on a en effet l’impression qu’il a été infatigable :
- Il crée une maison d’édition pour les publications du mouvement de sanctification dans les locaux des UCJG.
- Il lance le camp meeting de "Salvation Park" (le parc du salut).
- Il appelle les adhérents de la sanctification à en gager un effort missionnaire ; il recrute lui-même des missionnaires et lève des fonds pour eux. Après avoir visité son école, Charles et Lettie Cowman changent leur plans : au lieu de devenir des enseignants, ils partent pour le Japon comme missionnaires et fondent la Société missionnaire orientale (Oriental Missionary Society, ultérieurement One Mission Society (en)).
- En septembre 1897, il participe à la fondation de la ligue internationale de la sanctification pour l’Union et la prière ("International Holiness Union and Prayer League"). La réunion fondatrice a lieu dans sa maison. Seth C. Rees en est élu président et Martin W. Knapp vice-président. La douzaine de participants n’envisageait que la formation d’une association inter-denominationelle pour promouvoir les réunions de réveils et les missions du mouvement de sanctification. Mais l’association se transforma ultérieurement en l’Église de sanctification du pèlerin (Pilgrim Holiness Church (en)), laquelle participera ultérieurement à la fondation de l’Église wesleyenne (Wesleyan Church (en)).
- En 1900 il acheta un terrain de huit mille mètres carrés avec deux grands bâtiments dans lesquels il fonda son "École biblique de Dieu" (God’s Bible School). L’année suivante il y ajoute un sanctuaire sur ce campus qu’il utilisera pour ses camp meetings. "God’s Bible School" est aujourd’hui devenue "God’s Bible School and College (en)", qui délivre toujours des formations bibliques ou missionnaires jusqu’au niveau de la licence.

### Fin de vie
Début 1901, c’est un Knapp à la santé minée par son activité incessante qui tombe sous le coup d’une fièvre typhoïde et qui finira par l’emporter. Il poursuit son apostolat jusque sur son lit d’hôpital, s’enquérant auprès de chaque infirmière d’où elle en était sur le chemin qui mène au paradis ! Il décède le 7 décembre 1901, à 48 ans, laissant derrière lui plusieurs institutions florissantes qui, chacune à sa façon, perpétuent son message et son influence. Il est inhumé au cimetière de Spring Grove à Cincinnati.

## Œuvres
Martin Knapp fut aussi un auteur prolifique de livres, de petits traités et de cantiques. Voici ses principaux travaux :
- Christ Crowned Within ("Christ couronné en nous"), 1886
- The Double Cure ("Le double remède")
- Out of Egypt into Canaan, or Lessons in Spiritual Geography ("Sortir d’Égypte et entrer en pays de Canaan, ou leçons de géographie spirituelle")
- Diary Letters; A Missionary Trip Through the West Indies and to South America ("Journal et correspondance ; un voyage missionnaire dans les Antilles et en Amérique du Sud")
- The River of Death and Its Branches ("La rivière de la mort et ses bras")
- Pentecostal Preachers ("Les prédicateurs de Pentecôte")
- Revival Kindlings, 1890 ("Brindilles du Réveil")
- Revival Tornadoes; or, Life and Labors of Rev. Joseph H. Weber ("Tempêtes du Réveil, or la vie et les épreuves de révérend Joseph H. Weber"), McDonald, Gill & Company, 1890
- Impressions—How to Tell Whether They Are from Above or Below ("Les impressions, comment savoir si elles viennent d'en haut ou d'en bas"), Revivalist Publishing House; six éditions, 1892
- Tears and Triumphs ("Larmes et triomphes"), avec Leander L. Pickett & John R. Bryant (Columbia, South Carolina: L. L. Pickett, 1894)
- Lightning Bolts from Pentecostal Skies; or, Devices of the Devil Unmasked ("Éclairs dans les cieux pentecôtistes, or les ruses du Diable mises au grand jour"), 1898
- Holiness Triumphant, or, Pearls from Patmos ("La sanctification triomphante, ou les perles de Patmos), 1900
- Bible Songs of Salvation and Victory ("Chants de victoire et de salut tirés de la Bible"), avec R. E. McNeill , Cincinnati, Ohio: M. W. Knapp, env. 1902

## Postérité
L’héritage légué par Martin Knapp est impressionnant à bien des égards et son message est répercuté jusqu’à ce jour au travers des multiples institutions qu’il a fondées. 
Cet activisme frénétique s’explique par les circonstances traversées par Martin Knapp, en particulier la division qui s’est fait jour à la fin du XIXe siècle au sein du mouvement de sanctification « entre les traditionalistes qui restaient fidèles à leur église d’origine et les radicaux qui voulaient former de nouvelles organisations soutenant explicitement des courants théologiques nouveaux tels que le retour imminent du Christ ou le don de guérison. Martin Knapp était le personnage central de cette tendance. Tandis que les modérés du mouvement de sanctification regroupés au sein de l’Association nationale de la Sanctification (National Holiness Association ou NHA) menaient un combat sur deux fronts (contre les libéraux et contre les fanatiques), Martin Knapp se concentrait son attention sur les modérés qu’il estimait trop dépendants de textes humains de faible valeur tels que les Actes des apôtres. Les premiers centres de diffusion des credos radicaux furent God’s Bible School à Cincinnati et les enseignements des pasteurs de Chicago E. L. Harvey et Duke Farson ».